# Wanayasa (Beber)
Wanayasa is een bestuurslaag in het regentschap Cirebon van de provincie West-Java, Indonesië. Wanayasa telt 1731 inwoners (volkstelling 2010).